# Siège de Jadotville
Crise congolaise
Le siège de Jadotville se déroule du 13 au 17 septembre 1961, lors de la crise congolaise. La compagnie A du 35th Infantry Battalion irlandais, envoyée par l'ONU, est attaquée par l'armée katangaise et finit par se rendre.

## Contexte
Le 13 septembre 1961, l'ONU déclenchait au Katanga l'opération Morthor visant à mettre fin par la force à la sécession de l'État du Katanga.
Depuis le 4 septembre 1961 était basée à Jadotville la compagnie A du 35th Infantry Battalion irlandais, sous les ordres du commandant P. J. Quinlan. À cette compagnie était attaché le sous-lieutenant suédois L. Fröberg en qualité d'interprète. Les 155 Irlandais occupaient quelques maisons de part et d'autre de la route Jadotville - Élisabethville à la sortie de la ville. Comme ses hommes ne disposaient que d'un armement léger (fusils Lee Enfield n° 4, pistolets-mitrailleurs Carl Gustav M45, quelques FN-FAL, des fusils-mitrailleurs Bren, 2 mitrailleuses Vickers, 3 canons sans recul Carl Gustav M1, 3 mortiers de 60 mm et 2 automitrailleuses Thompson Ford MK VI (en)), le commandant Quinlan s'abstint de toute initiative offensive.

## Déroulement des évènements
Samedi 9 septembre : la 3e Compagnie de Police Militaire katangaise renforcée de mercenaires et de soldats katangais établit des barrages sur toutes les approches de la ville. Les Irlandais commencent à creuser des tranchées autour des maisons qu'ils occupent (ce que n'avaient pas fait les unités irlandaise et suédoise qui les avaient précédés). Cette précaution est une des causes principales du peu de victimes qu'ils connaitront à l'issue des combats.
11 septembre : rencontre du commandant Quinlan avec le bourgmestre Amisi et des officiers katangais en vue de les convaincre que son unique mission est le maintien de la paix.
13 septembre : à 7h40 du matin, des obus de mortier s'abattent sur les Irlandais et les combats commencent. L'alimentation en eau de ville et en électricité est coupée par les Katangais. Par téléphone, ceux-ci entament une guerre psychologique, menaçant les Irlandais d'être taillés en pièces et dévorés s'ils ne se rendent pas. Les soldats de l'ONU espèrent que des renforts en provenance d'Élisabethville pourront les délivrer. Une première colonne de secours onusienne est bien partie mais elle ne parvient pas à franchir les 2 ponts de la Lufira fortement défendus par l'Armée katangaise.

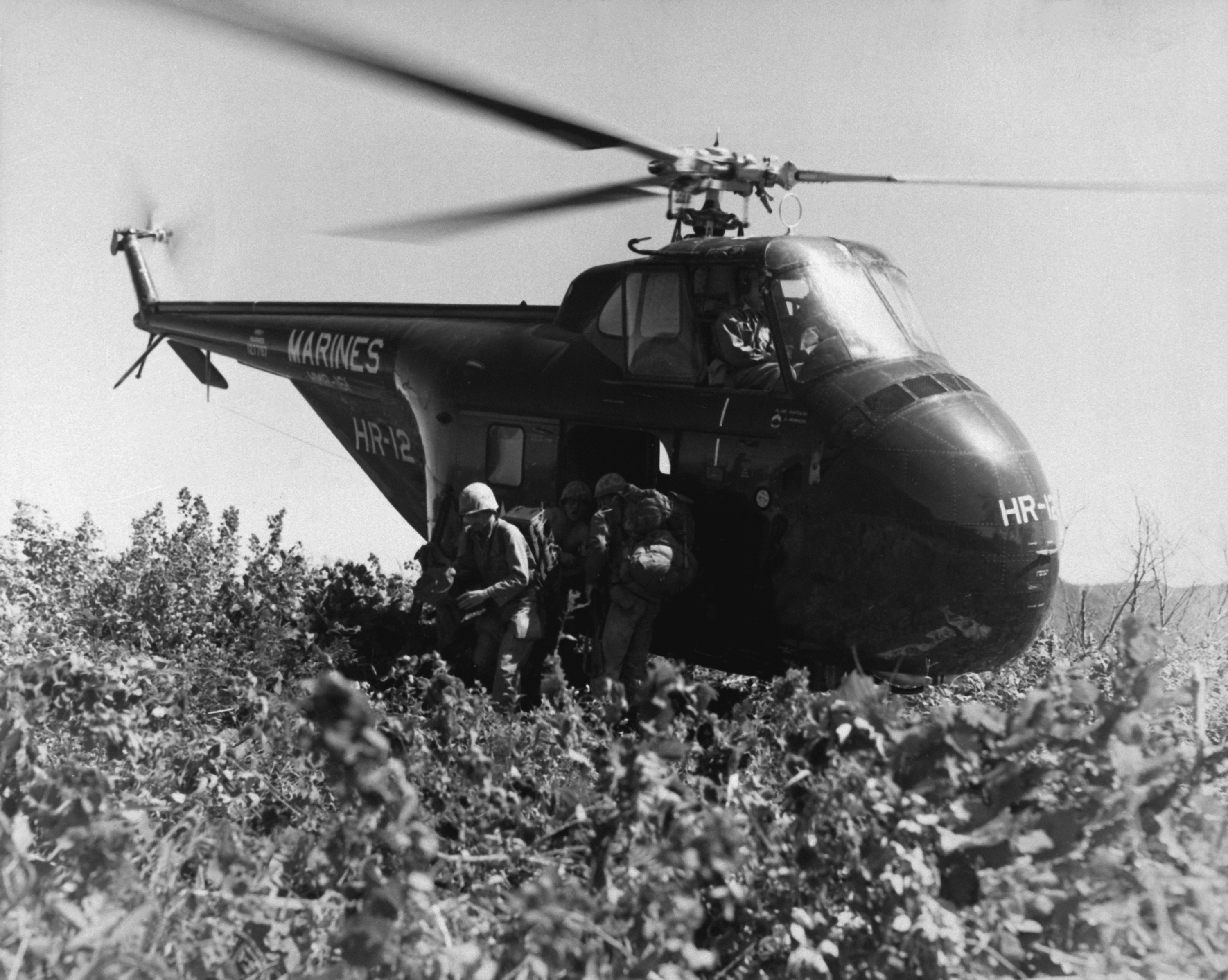
Un hélicoptère H-19

14 et 15 septembre : poursuite des attaques par les soldats katangais encadrés par des mercenaires européens, principalement français et belges. L'unique Fouga Magister de l'aviation katangaise effectue des mitraillages et des lancers de bombes de 50 kg.
16 septembre : au matin un hélicoptère Sikorsky H-19 de l'ONU piloté par un Suédois et un Norvégien parvient à se poser à l'intérieur des positions irlandaises, amenant de l'eau en jerrican et des obus de mortier de 81 mm (alors que les Irlandais n'ont que des mortiers de 60 mm). Touché par des tirs du sol, il ne peut repartir (réparé, il sera intégré à l'aviation katangaise). Il s'avère que les jerricans ayant contenu précédemment du mazout, l'eau apportée est imbuvable. Pour empêcher l'arrivée de renforts onusiens à Jadotville, les Katangais font sauter le pont ferroviaire sur la Lufira, gardant le contrôle du pont routier (celui-ci sautera le 1er janvier 1963 lors de l'offensive onusienne finale contre l'armée katangaise). Ne disposant plus que de très peu d'eau et de nourriture, le commandant Quinlan se résout en début de soirée à accepter des négociations en vue d'un cessez-le-feu. Un accord oral est obtenu et les combats stoppent.
17 septembre : les Irlandais apprennent que la deuxième tentative d'envoi d'une colonne de secours a de nouveau échoué la veille devant le pont de la Lufira. Dès lors, à 17h00, un acte de reddition est signé par le commandant et le ministre de l'Intérieur Godefroid Munongo. Malgré l'intensité des tirs, la troupe onusienne ne déplore aucun mort et seulement cinq blessés. Dans la nuit du 17 au 18, l'avion du secrétaire général des Nations unies Dag Hammarskjöld, qui se rendait à Ndola pour rencontrer Tshombé afin de négocier un arrêt des combats, s'écrase dans des circonstances troublantes.
18 septembre : les 158 combattants sous mandat de l'ONU (155 Irlandais - 2 Suédois (un interprète et un pilote d'hélicoptère) - 1 pilote d'hélicoptère norvégien) sont internés comme prisonniers de guerre à l'hôtel de l'Europe à Jadotville.
23 septembre : 32 autres combattants (26 Irlandais et 6 Italiens), capturés dans les combats à Elisabethville, sont amenés à l'hôtel de l'Europe.
11 octobre : tous les prisonniers sont transférés à Kolwezi.

## Pertes
Le bilan des pertes n'est pas clairement établi. Le 16 septembre 1961, avant la fin des combats, le journal Le Monde évoque un bilan de 150 morts ou blessés pour les Katangais et d'une trentaine de tués ou blessés pour les casques bleus, d'après une « source non officielle ».
Le 18 septembre, le gouvernement irlandais annonce que les pertes de ses troupes sont de cinq blessés.
En 1963, le journaliste Mugur Valahu, de nationalité américaine et roumaine, donne les bilans de quatre blessés et de 191 prisonniers pour les Irlandais. Du côté des Katangais, les pertes sont selon lui de deux soldats africains et d'un mercenaire français tués et de huit blessés.
En 2014, le journal irlandais The Irish Times évoque un bilan de pas moins de 300 morts et 1 000 blessés pour les Katangais.

## Épilogue
Le 25 octobre, les militaires onusiens sont libérés à Élisabethville en échange de militaires katangais prisonniers de l'ONU.
En 2005, après des années de silence, le gouvernement irlandais a récompensé la compagnie A d'une Presidential Unit Citation, la première de l'histoire de l'État irlandais.

## Dans la fiction
Le siège est relaté dans le film Jadotville sorti en 2016. Ce film prend beaucoup de libertés par rapport aux faits historiques.